# ميس رباعي الأسدية
ميس رباعي الأسدية (الاسم العلمي:Celtis tetrandra) هو نوع من النباتات يتبع جنس الميس من الفصيلة القنبية.